# Benny Schytte
Benny Schytte (født 1949) er kultursociolog og tidligere forskningsmedarbejder på Statens Byggeforskningsinstitut (2001-2008). I dag er han selvstændig med egen foredrags- og rådgivningsvirksomhed inden for udendørs lege- og læringsmiljøer, byrum m.v. samt studieture i København og Berlin. Fra 1992 - 2002 var han formand for Dansk Legeplads Selskab og redaktør af DLS's tidsskrift Legepladsen. Medlem af Kulturrådet for børn, Kulturministeriet 1990-1994. Modtog i 1980 Idrættens PH-pris Gerlev-prisen. I 2005 modtog han Peter Sabroe-prisen, Peter Sabroe-seminariet, Århus for udvikling af pædagogisk idræt samt udbredelse af kendskab til nye lege- og læringsmiljøer. I 2017 modtog han ERNA-prisen, som uddeles af Dansk Historisk Pædagogisk Forening ’til et menneske, som har ydet en særlig indsats i forhold til foreningens mål og arbejde, eller som via sit virke har placeret sig i dansk, pædagogisk historie’. Han er bestyrelsesmedlem i Dansk Pædagogisk Historisk Forening siden 2018 og tidligere bestyrelsesmedlem i Boldklubben FREM og Hafnia-hallen, København (2017 - 2019). Hans nyeste bog fra 2020 er Legepladsens Pædagogik - om leg, legepladser og pædagogik.